# 616 Elly
616 Elly је астероид главног астероидног појаса. Приближан пречник астероида је 18,15 ,
а средња удаљеност астероида од Сунца износи 2,553 астрономских јединица (АЈ).
Инклинација (нагиб) орбите у односу на раван еклиптике је 14,960 степени, а орбитални период износи 1490,567 дана (4,080 године). Ексцентрицитет орбите астероида износи 0,059.
Апсолутна магнитуда астероида износи 10,68 а геометријски албедо 0,286.
Астероид је откривен 17. октобра 1906. године.